# Vinícius Silva
Vinícius Silva é um cineasta brasileiro. Graduado em Cinema pela Universidade Federal de Pelotas - RS. Mestre em Roteiro Cinematográfico pela Escola Internacional de Cinema de Cuba - EICTV e Mestrando em Cinema pela Universidade de São Paulo - USP. Membro da APAN - Associação dos Profissionais do Audiovisual Negro.

## Biografia
Nascido na zona leste da capital de São Paulo, periferia da cidade. Foi estudar no Rio Grande do Sul graduando-se em Cinema pela Universidade Federal de Pelotas/RS. Foi bolsista de projetos de extensão e pesquisa, entre eles o grupo de pesquisa, conduzido por o professor doutor Josias Pereira, com atravessamento entre "A Semiótica Greimasiana e Cinema: o Percurso Gerativo de Sentido na Direção de Atores". Se formou no final de 2016 realizando um curta metragem "Deus" como projeto de conclusão de curso.
Este por sua vez foi seu filme de estreia como diretor e roteirista que estreou em janeiro de 2017 no Festival Internacional de Cinema Universitário de Pernambuco - MOV. "Deus", 2017, recebeu mais de 30 prêmios, integrando a seleção oficial de mais de 50 festivais no mundo como o Festival Internacional de Documentários de Buenos Aires e o Festival Janela Internacional de Cinema do Recife de 2017, este último onde foi o grande premiado e recebeu, entre outros, o prêmio de Melhor Filme do Júri Oficial.
Neste período  Vinícius retorna para São Paulo, entra para a Associação de Cineastas do Audiovisual Negro, e em 2018 realiza seu segundo curta metragem "Liberdade", este em co-direção e co-escrita com Pedro Nishi. Liberdade estreou nacionalmente, no primeiro semestre de 2018, no Festival Internacional de Curtas Metragens de São Paulo, e internacionalmente no Rencontres Cinémas d'Amérique Latine de Toulouse, França. Recebeu mais de 20 prêmios entre eles o Prêmio Especial do Júri de Melhor Filme no Festival de Brasília do Cinema Brasileiro.
Neste mesmo ano Vinícius realizou seu terceiro curta metragem "Quantos Eram Pra Tá?", 2018, que estreou nacionalmente em sessão conjunta com o filme "Temporada" de André Novais Oliveira, abrindo o Festival Janela Internacional de Cinema do Recife, onde recebeu o prêmio de Menção Honrosa de Melhor Filme do Júri Oficial. Em janeiro de 2019 o filme estreia internacionalmente no International Film Festival Rotterdam, na sessão Perspective, compondo a mostra "Soul in the Eye". Quantos Eram Pra Tá é um dos filmes de Vinícius com mais textos críticos publicados, entre eles na principal revista de cinema holandesa, a De Filmkrant.
No final de 2019 dirige e colabora no roteiro de um dos episódios da série ficcional, Noturnos com direção geral de Marco Dutra e Caetano Gotardo, nova série do Canal Brasil faz uma releitura de contos e poemas de Vinicius de Moraes adaptados ao gênero terror. A produção tem estreia prevista para o segundo semestre de 2020.
Durante a quarentena, Vinicius recebeu o convite do cineasta Kleber Mendonça Filho em nome do Instituto Moreira Salles para realizar um filme, com total liberdade, que veio a realizar o curta “00:17:35, ZL” , 2020, que pode ser visto na plataforma do Instituto. 
No momento Vinícius atua no cinema independente brasileiro e inicia em séries para Tv e VoD trabalhando como diretor, roteirista, montador e assistente de direção. Como assistente de direção de longa metragens, especialmente com documentários híbridos, trabalhou em filmes como o Eleições, 2018, de Alice Riff, com estreia no Dok Leipizig, Alemanha, festival de cinema documentário mais antigo da Europa. E também trabalhou no longa Deus Tem Aids com direção de Fabio Leal e Gustavo Vinagre, que teve sua estreia em IDFA – International Documentary Filmfestival Amsterdam, 2021. 
Através da Studio L, uma casa de cinema independente fundada em 2017 para inicialmente produzir suas obras, inicia a coproduzir outros projetos, é produtora associada do curta Manhã de Domingo de Bruno Ribeiro, vencedor do Urso De Prata no Festival Berlin 2022, onde Vinícius atuou como montador. Atuou também como co-roteirista do curta-metragem Solastalgia, da diretora hondureña Violeta Mora, que estreou no Festival de Cinema Visions du Réel em 2022. Atualmente desenvolve seu primeiro longa-metragem, "Nos Seus Olhos", cujo tutor/consultor de roteiro foi Eliseo Altunaga, durante o mestrado em Cuba.

## Filmografia

### Curtas Metragens
| Ano  | Filme                | Título Internacional            | Festivais | Prêmios |
| ---- | -------------------- | ------------------------------- | --- | --- |
| 2017 | DEUS                 | GOD                             | Festival Internacional de Cinema Universitário de Pernambuco - MOV, Festival Internacional de Documentários de Buenos Aires, Festival Janela Internacional de Cinema do Recife, entre outros. | Melhor Filme, Melhor Roteiro, Melhor Montagem, Melhor Curta Metragem de Ficção, Melhor Curta Metragem Documentário, Melhor Atriz, entre outros. |
| 2018 | LIBERDADE            | LIBERTY                         | Festival Internacional de Curtas Metragens de São Paulo, Rencontres Cinémas d'Amérique Latine de Toulouse, Festival de Brasília do Cinema Brasileiro, entre outros.                           | Melhor Filme, Prêmio Especial do Júri, Melhor Roteiro, Melhor Fotografia, Melhor Montagem, entre outros.                                        |
| 2018 | QUANTOS ERAM PRA TÁ? | HOW MANY OF US WERE TO BE HERE? | Festival Janela Internacional de Cinema do Recife, Panorama Internacional Coisa de Cinema, International Film Festival Rotterdam, entre outros.                                               | Melhor Filme, Menção Honrosa de Melhor Filme, Melhor Montagem, entre outros.                                                                    |

### Séries (TV)
| Série    | Canal        | Lançamento   |
| -------- | ------------ | ------------ |
| NOTURNOS | CANAL BRASIL | PÓS PRODUÇÃO |